# Pierre Reuter
Pierre Reuter (11 aprile 1904 – 26 giugno 1969) è stato un calciatore lussemburghese, di ruolo portiere.

## Carriera

### Club
Ha sempre giocato nel campionato lussemburghese.

### Nazionale
Ha rappresentato la Nazionale del suo paese alle Olimpiadi del 1928.